# 黑鹰 (科罗拉多州)
黑鹰（英語：Black Hawk），是美国科罗拉多州吉尔平县下属的一座城市。建市于1886年6月12日，面积大约为1.945平方英里（5.037平方公里）。根据2010年美国人口普查，该市有人口118人。2011年估计该市有人口118人，相比2010年人口增长率为0.00%。同时，论人口该市是科罗拉多州第252大城市。